# اوچ‌دوت‌یشیل‌اوا (جیحان)
اوچ‌دوت‌یشیل‌اوا {{ترکی|Üçdutyeşilova) (به کردی: Ûçtût) یک منطقهٔ مسکونی در ترکیه است که در جیحان واقع شده‌است.